# Симонис, Адрианус Йоханнес
Адрианус Йоханнес Симонис (нидерл. Adrianus Johannes Simonis; 26 ноября 1931, Лиссе, Южная Голландия — 2 сентября 2020, Сассенхейм, Нидерланды) — нидерландский кардинал. Епископ Роттердама с 29 декабря 1970 по 27 июня 1983. Коадъютор с правом наследования Утрехтской епархии с 27 июня по 3 декабря 1983. Архиепископ Утрехта с 3 декабря 1983 по 14 апреля 2007. Кардинал-священник с титулом церкви Сан-Клементе с 25 мая 1985.